# Cerapachys kodecorum
Cerapachys kodecorum är en myrart som beskrevs av Brown 1975. Cerapachys kodecorum ingår i släktet Cerapachys och familjen myror. Inga underarter finns listade i Catalogue of Life.